# Silvan Gastone Ghigi
Silvan Gastone Ghigi, dit Silvan, né à Venise le 18 avril 1928 et mort à Ferrare le 20 février 1973, est un peintre et sculpteur italien.

## BIographie
Il naît à Venise de parents ferrarais et il passe toute son enfance à Ferrare. Il étudie à l'école d'art « Dosso Dossi » de Ferrare où il est élève entre autres du peintre Gino Marzocchi et du sculpteur Giuseppe Virgili. Après la Seconde Guerre mondiale, il décide de se perfectionner à  Venise et fréquente le Liceo Artistico. Il fait alors la connaissance du peintre Filippo De Pisis (1896-1956) qui devient son mentor et dont la rencontre est déterminante pour le développement artistique du jeune homme. Il apprend de lui une synthèse post-impressionniste que les critiques ont défini comme sténographie picturale. Cependant son mentor, qui mène un train de vie dispendieux, souffre de neurasthénie et de problèmes de santé. En 1947, ils partent pour Paris. Filippo De Pisis rentre au bout d'un an, mais Ghigi y demeure sept ans (avec de fréquents séjours à Ferrare). Il commence à exposer, fréquente l'ambiance artistique de la capitale, mais aussi des cercles mondains qui l'emmènent jusqu'à la Côte d'Azur. Il fait le portrait de Danielle Darrieux. 
Il rentre à Ferrare à cause de l'insistance de sa mère et gagne sa vie dans les arts appliqués. Il prend un atelier près du cinéaste Antonio Sturla Avogadri avec qui il travaille pour la direction artistique de ses documentaires. 
Silvan fait aussi des sculptures selon la technique de la scagliola qui ornent des décors aussi bien de salles de bal que de restaurants ou cafés, des décors de céramiques aussi, des panneaux pour meubles et il travaille même comme styliste chez le chausseur Zenith. Il restaure les fresques de la synagogue de Ferrare. Son goût décoratif le porte aussi à interpréter la Commedia dell'arte avec ses personnages fantasques, à peindre des masques à la Tiepolo et toute sorte d'allégories. Il illustre aussi des livres. Sa clientèle se recrute également dans l'aristocratie et la grande bourgeoisie qui profitent du miracle économique italien des années 1950-1960.
Il peint aussi des natures mortes et des paysages dans le goût de Filippo De Pisis et des ambiances à la Bonnard.
Alors qu'il est conseiller artistique pour le film La ragazza fuoristrada tourné à Ferrare par le cinéaste Luigi Scattini, il meurt d'une façon quasi-pasolinienne, après avoir été renversé la nuit par un camion à l'âge de quarante-quatre ans. Sa mère Maria, chez qui il vécut jusqu'à son dernier jour, fit don, en accord avec l'oncle de l'artiste, Antonio, des œuvres héritées de Silvan, au musée Filippo De Pisis de Ferrare.